# Antonio Monaco
Antonio Monaco (Cosenza, ... – Delvinaki, 19 novembre 1940) è stato un militare italiano, capitano nel 2º Reggimento Bersaglieri ed eroe della seconda guerra mondiale.
Alla sua memoria è intitolato l'Istituto Tecnico Industriale di Cosenza.